# Malayorthomorpha halabala
Malayorthomorpha halabala — вид двопарноногих багатоніжок родини Paradoxosomatidae. Описаний у 2022 році.

## Назва
Видова назва halabala вказує на типове місцезнаходження — заповідник дикої природи Хала-Бала.

## Поширення
Ендемік Таїланду. Виявлений у горах Тітівангса в ампхе (окрузі) Бетонг в провінції Яла на півдні країни неподалік кордону з Малайзією. Мешкає у лісовій підстилці.

## Опис
Вид дуже схожий на типового представника роду Malayorthomorpha sivci Mršić, 1996, з яким він має більшість гоноподальних ознак. Він відрізняється від M. siveci ширшим тілом, 2,7–3,2 мм (проти 1,2 мм), рівномірно червоно-коричневим забарвленням із світлішими червоно-коричневими паратергами (проти світло-коричневого тіла з облямівкою та каудальним краєм метазона, що мають більш темно-коричневий колір), а також плевростернальні кили, присутні до 11 сегмента (проти 5 сегмента), частка грудини між ♂ coxae 4 з парою маленьких конусів збоку біля основи (в sivci відсутні), кінчик гоноподів з зубчастими краями (проти гладкого та округлого).